# Joseph Meck
Joseph Meck, auch Giuseppe Meck (* um 1690 in Knöringen in Bayern; † 2. Dezember 1758 in Eichstätt) war ein deutscher Kapellmeister, Komponist und Geigenvirtuose des Fürstbischofs von Eichstätt.

## Biografie

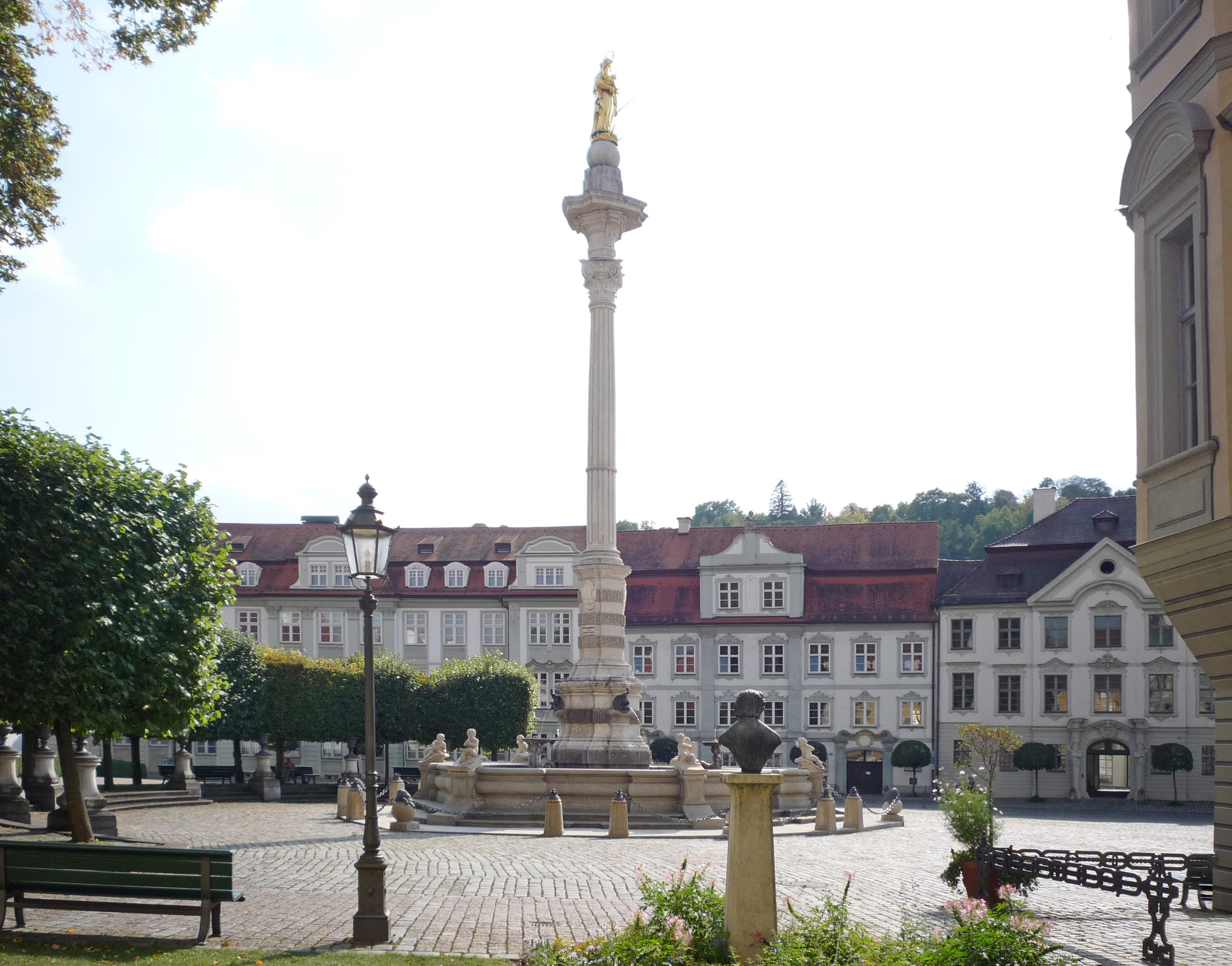
Residenzplatz mit Mariensäule

Joseph Mecks Eltern waren der Weber Maximilian Meck und seine Ehefrau Apollonia, die in Knöringen lebten. Seine Schulausbildung erhielt Joseph Meck höchstwahrscheinlich auf einem Jesuitengymnasium in Süddeutschland, wobei es naheliegt, insbesondere an Bildungseinrichtungen der Universität Dillingen zu denken. Zu musikalischen Studien hielt er sich vermutlich in Italien auf, ebenso wie er 1747 seinem Sohn Johann Philipp Nerius ein Musikstudium in Italien ermöglichte.
Der frühest nachweisbare Zeitpunkt seiner kompositorischen Tätigkeit ist der Februar 1714, wo er zur Schul-Comedia Pileus des Ingolstädter Jesuitenkollegs vierstimmige Chorsätze komponiert hatte und als Musicus Camerae des Eichstätter Bischofs bezeichnet wird. Tatsächlich übte der 24-Jährige wohl schon die Aufgaben des Kapellmeisters aus. Stelleninhaber am Eichstätter Hof war Caspar Prenz (um 1634–1717), der jedoch wegen Altersschwäche seit 1705 Unterstützung durch seinen Vizekapellmeister Anton Deichel erhielt. Als Deichel 1712 starb, ging die Leitung der Hofmusik an Meck über. Seit 1712 bis zu seinem Tode 1758 war er Kammerdiener und Kapellmeister von vier Fürstbischöfen.
Seit dem 15. November 1715 war Joseph Meck mit Margarita Ris verheiratet. Die Eheleute hatten insgesamt zwölf Kinder, von denen Johann Philipp Nerius als Violinist und Maria Anna Clara als Sängerin bei der Eichstätter Hofkapelle Anstellung fanden. 

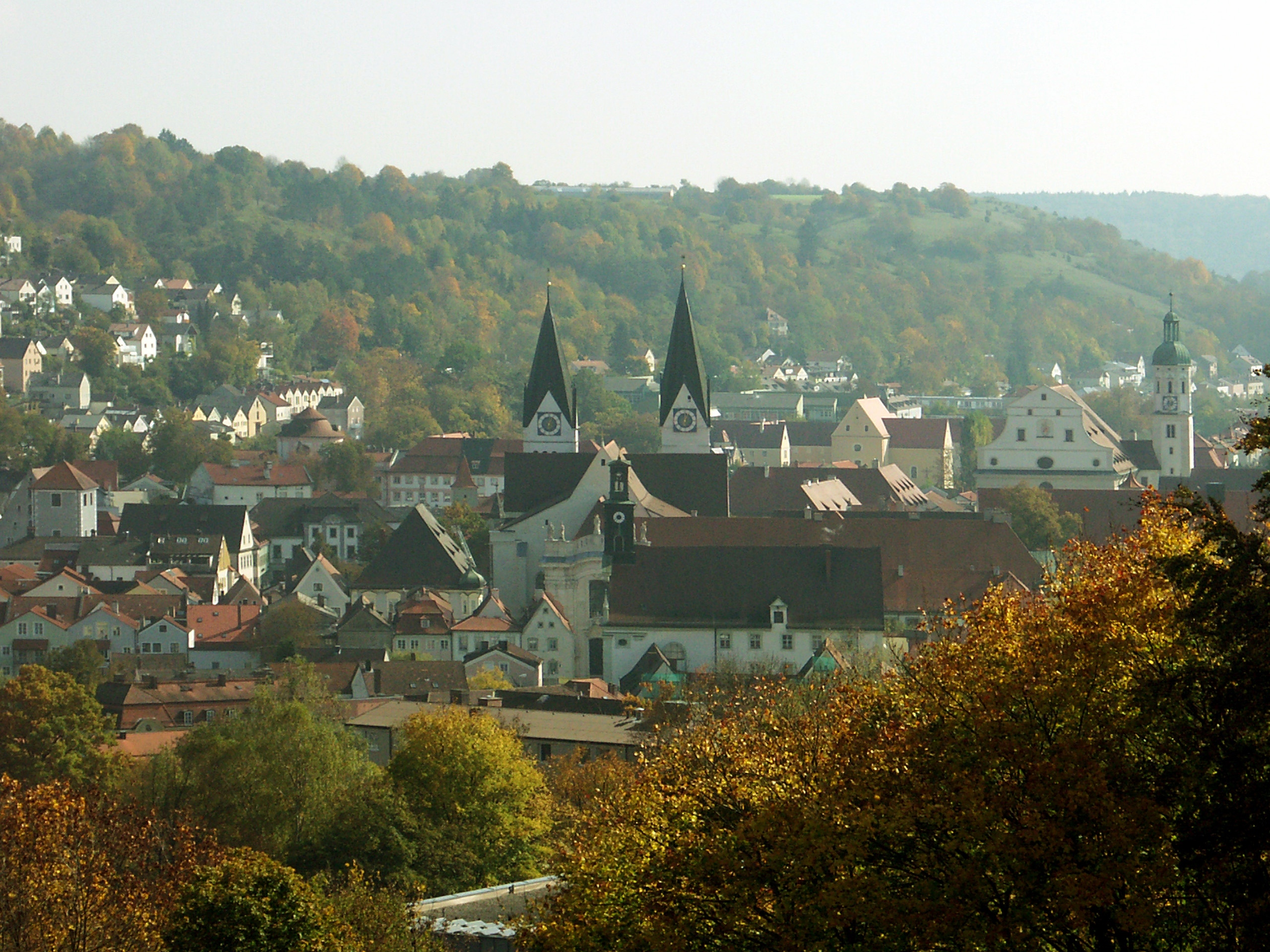
Eichstätter Dom

Die Aufgaben der Eichstätter Hofkapelle bestanden aus wöchentlich drei Konzerten, ferner Unterhaltungsmusik zu Tafeln und Hofbällen. Leitete der Fürstbischof den Gottesdienst im Eichstätter Dom, so oblag der Hofkapelle die musikalische Gestaltung. Die Kapelle bestand aus vier bis sechs Kapellknaben (Sopran, Alt), drei Vokalsolisten und bis zu elf Instrumentalisten (Violine, Viola, Cello, Kontrabass, Violone, Cembalo, Fagott). Vier Trompeter und ein Paukist traten bei festlichen Anlässen hinzu.
Die meisten von Mecks Kompositionen, Liturgica sowie 17 Solokonzerte, sind erhalten geblieben. Nach Mecks Tode gerieten seine Werke sehr bald in Vergessenheit. Zwei Konzert-Transkriptionen für Orgel von Johann Gottfried Walther († 1748) sorgten im 20. Jahrhundert dafür, dass der Komponist Joseph Meck wieder bekannt wurde.

## Werke

### Instrumentalmusik
- XII Concerti a Cinque Stromenti, Tre Violini, Alto Viola, Violoncello e Basso per il Cembalo da Gioseppe Meck, Opera Prima Libro Primo, a Amsterdam Chez Jeanne Roger, No. 486 [1720/21]. Edition: Jos. Meck, 6 Concerti Op. I/1-6 (Kl. Beckmann, M. Sobel), Arbroath (GB): Prima la Musica 2012 (Concerto F, c, E, C, B, A).
- XII Concerti a Cinque e Sei Stromenti, Tre o Quattro Violini,  Alto Viola, Violoncello e Basso per il Cembalo da Gioseppe Meck, Opera Prima Libro Seconda, a Amsterdam Chez Jeanne Roger, No. 487 [1720/21]. Edition: Jos. Meck, 5 Concerti Op. I/7-11 (Kl. Beckmann, Br. Clark), Arbroath (GB): Prima la Musica 2012 (Concerto F, g, G, D, d).
- Joseph Meck, 6 Concerti handschriftlicher Überlieferung. (Kl. Beckmann, Br. Clark), Arbroath (GB): Prima la Musica 2012 (5 Concerti für Violine, Streicher, Continuo G, g, A, A, B - Concerto für Oboe, Streicher, Continuo F).

### Vokalmusik
- 44 Hymnussätze für vier Vokalstimmen und Generalbass (Canto, Alto, Tenore, Basso con organo).
- Miserere a Canto I, Canto II, Alto, Tenore, Basso; Violino I, Violino II con Organo.
- Offertorium a 4 Vocibus concertantibus; Violino I, Violino II con Organo. 1742.
- Pater mi. Canto, Alto, Tenore, Basso; Violino I, Violino II, Violonc., Organo. 1743.
- Vesperae brevis a 4 Voc. di conc.; 2 Viol. di conc., 1 Viola ad lib., 1 Basso Viol. con Organo. 1744.
- Hoch=Feyerlich=gezimender Freüden=Schall [...] am glorreichen Jubel=Fest Zweyter Primiz in einer aufgeführten Tafel=Music mit vier Stimmen. 1749. Zum fünfzigjährigen Priesterjubiläum von Fürstbischof Johann Anton II. von Freyberg. Musik verschollen (Digitalisat des Textbuchs)
- Recens electo [...] Episcopo Eustettensi devotum, [Druck] Eichstätt 1757. verschollen.
- 30 Moduli musici (Musik zu lateinischen Schuldramen, wahrscheinlich vierstimmige Kantionalsätze), „verschollen“.
- Joseph Meck, Vokalwerke, Teil 1, Kantaten für Vokalquartett, 2 Violini, Viola, Basso continuo [Offertorium; Pater mi; Vesperae breves; Miserere], hrsg. von Kl. Beckmann. Röderer, Burgau 2014.
- Joseph Meck, Vokalwerke, Teil 2, [44] Hymnus-Bearbeitungen für Vokalquartett, 2 Violini, Basso continuo, hrsg. von Kl. Beckmann. Röderer, Burgau 2014.
- Joseph Meck, Vokalwerke, Teil 3, hrsg. von Kl. Beckmann. Röderer, Burgau 2014.
- Joseph Meck, Vokalwerke, Teil 4, hrsg. von Kl. Beckmann. Röderer, Burgau 2014.
- Joseph Meck, Vokalwerke, Teil 5, hrsg. von Kl. Beckmann. Röderer, Burgau 2014.